# مرسدس میسون
مرسدس مِـیسون (انگلیسی: Mercedes Masohn؛ زادهٔ ۳ مارس ۱۹۸۳) یک هنرپیشه آمریکایی و مدل سابق سوئدی الاصل است. او برای بازی در نقش زوندرا در مجموعه تلویزیونی چاک شناخته شده‌است.

## اوایل زندگی
میسون در لینشوپینگ، سوئد به دنیا آمد، و در همسایگی راید، لینکوپینگ بزرگ شد. خانواده او از ایران مهاجرت کردند. او یک خواهر دارد. او در ۱۲ سالگی با خانواده اش به ایالات متحده نقل مکان کرد و در منطقه شیکاگو بزرگ شد.

## گزیدهٔ آثار

### سینما
- شن‌های قرمز (۲۰۰۹)

### تلویزیون
از مردگان متحرک بترسید (۲۰۱۷_۲۰۱۵)
- کالیفرنیکیشن (۲۰۱۴)
- ان‌سی‌آی‌اس: لس‌آنجلس (۲۰۱۴)
- پارک خیابان ۶۶۶ (۲۰۱۳–۲۰۱۲)
- چاک (۲۰۱۱)
- ان‌سی‌آی‌اس (۲۰۰۹)
- دارودسته (۲۰۰۸)